# Dingtuna-Lillhärads församling
Dingtuna-Lillhärads församling är en församling i Västerås pastorat i Domprosteriet i Västerås stift. Församlingen ligger i Västerås kommun i Västmanlands län.
Församlingens område ingick förr i Tuhundra härad.

## Administrativ historik
Församlingen bildades 2006 genom sammanslagning av Dingtuna församling och Lillhärads församling. Församlingen ingick därefter till 2014 i Dingtuna pastorat. Från 2014 ingår församlingen i Västerås pastorat.

## Kyrkor
- Dingtuna kyrka
- Lillhärads kyrka